# Mark Hickman
Mark Hickman, né le 22 août 1973 à Darwin, est un joueur australien de hockey sur gazon.

## Palmarès
- Médaille d'or aux Jeux olympiques d'Athènes en 2004[1]